# الكسندرا سيلبر
الكسندرا سيلبر (بالإنجليزية: Alexandra Silber)‏ مواليد 3 يوليو 1983 في لوس أنجلوس، هي ممثلة وكاتبة مسرحية أمريكية بدأت مسيرتها الفنية عام 2005.

## وصلات خارجية
- الموقع الرسمي
- الكسندرا سيلبر على موقع IMDb (الإنجليزية)
- الكسندرا سيلبر على موقع ميوزك برينز (الإنجليزية)
- الكسندرا سيلبر على موقع قاعدة بيانات برودواي على الإنترنت (الإنجليزية)
- الكسندرا سيلبر على موقع قاعدة بيانات الفيلم (الإنجليزية)